# JOY BUS
常総市コミュニティバス　『JOY BUS』（じょうそうしコミュニティバス　『ジョイバス』）は、茨城県常総市で運行されているコミュニティバスである。

## 概要
JOY BUSの意味は「JOSO CITY（常総市）」 と「joy（喜び、嬉しさ）」をかけた愛称で、バスに乗って常総市の色々な場所に行ける喜び、行った場所で人と会える嬉しさを意味している。
主に関東鉄道常総線沿線の各駅を起点とし、市内の各集落を結ぶ。

## 沿革
- 2024年（令和6年）4月4日 - 運行開始[2]

## 運行日
年末年始（12月29日～1月3日）を除く毎日

## 運賃
- 大人	12歳以上（中学生以上）	250円
- 小人	6歳から12歳未満（小学生）	100円
- 未就学児	6歳未満	無料

### 支払い方法
- 現金
- Suica・PASMO等交通系ICカード（社内で1000円単位でチャージ可）
- 常総市予約型乗合交通利用券（大人料金適用者のみに限る）

## 乗車券類
- 1日乗車券
  - 大人：500円
  - 小人：200円
  - 障がい者割引適用者：200円

## ルート
①　玉・豊田ルート
- 石下駅東口 - 常総市役所石下庁舎 - 豊田 - 玉村駅 - 原宿 - 石下駅西口

②　三妻・五箇ルート
- 石下駅西口 - 石下郵便局前 - 南石下駅 - 三坂 - 三妻駅 - 道の駅常総 - 本豊田 - 石下紫峰高校 - 石下駅東口

③　岡田・飯沼ルート
- 石下駅西口 - 杉山 - 将門団地入口 - 岡田田園都市センター - 石下総合運動公園 - 古間木 - 篠山 - 石下駅西口

④　北部通勤通学ライナー
- 馬場 - 崎房本田 - 石下西公民館 - 飯沼小学校 - 石下西中学校 - 石下駅西口

⑤　菅原・大花羽ルート
- 三妻駅 - 道の駅常総 - 金谷 - 大生郷天満宮 - 菅原郵便局 - 花島近隣公園 - 大花羽公民館 - 道の駅常総 - 三妻駅

⑥　水海道・大花羽ルート
- 三妻駅 - 道の駅常総 - 三坂新田町 - 大花羽郵便局 - 法蔵寺 - 水海道中学校入口 - 北水海道駅 - 水海道二高入口 - きぬ医師会病院 - 水海道駅

⑦　大生・五箇ルート
- 水海道駅 - 常総市役所前 - きぬ医師会病院 - 大生小学校 - 中川崎集落センター - 道の駅常総 - 三妻駅

⑧　中部通勤ライナー
- 後宿 - 中妻駅入口 - 三妻駅

⑨　大生郷・花島工業団地ライナー
- 三妻駅 - 金谷 - 大生郷工業団地南 - 花島工業団地 - 金谷 - 三妻駅

⑩　豊岡・菅生ルート
- 小絹駅 - 内守谷公民館 - 水海道厚生病院 - 樽井[3] - 平松 - 一言主神社 - きぬ総合運動公園 - 水海道西部病院 - 水海道大橋西 - 水海道駅 - 水海道高野町

⑪　内守谷・坂手ルート
- 小絹駅 - きぬの湯 - 水海道厚生病院東 - 江島生活改善センター - 出山団地 - 水海道西部病院 - 常総市役所前 - 水海道駅（ - 水海道高野町）

⑫　南部通勤通学ライナー（朝ルート）
- 小絹駅→きぬの湯→坂手工業団地中→きぬ総合運動公園→水海道厚生病院→小絹駅

⑬　南部通勤通学ライナー（夕方ルート）
- 小絹駅→水海道厚生病院→坂手公民館→きぬ総合運動公園→常総市役所前→水海道駅

## 運行車両
日野・ポンチョ。定員29。

## 運行事業者
- 関東鉄道守谷営業所
- 関東鉄道つくば中央営業所